# Sedum bulbiferum
Sedum bulbiferum är en fetbladsväxtart som beskrevs av Tomitaro Makino. Sedum bulbiferum ingår i Fetknoppssläktet som ingår i familjen fetbladsväxter. Inga underarter finns listade i Catalogue of Life.

## Bildgalleri

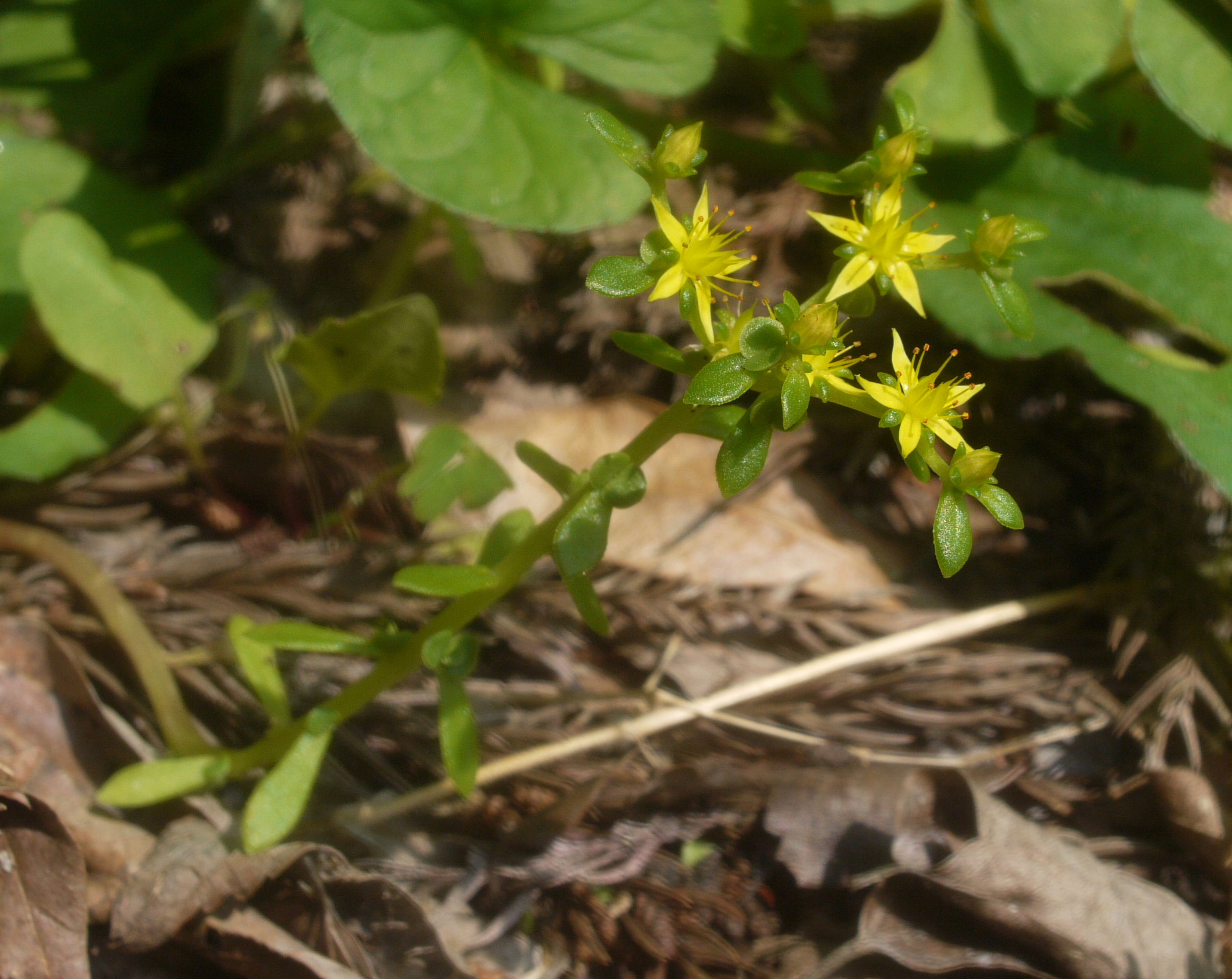
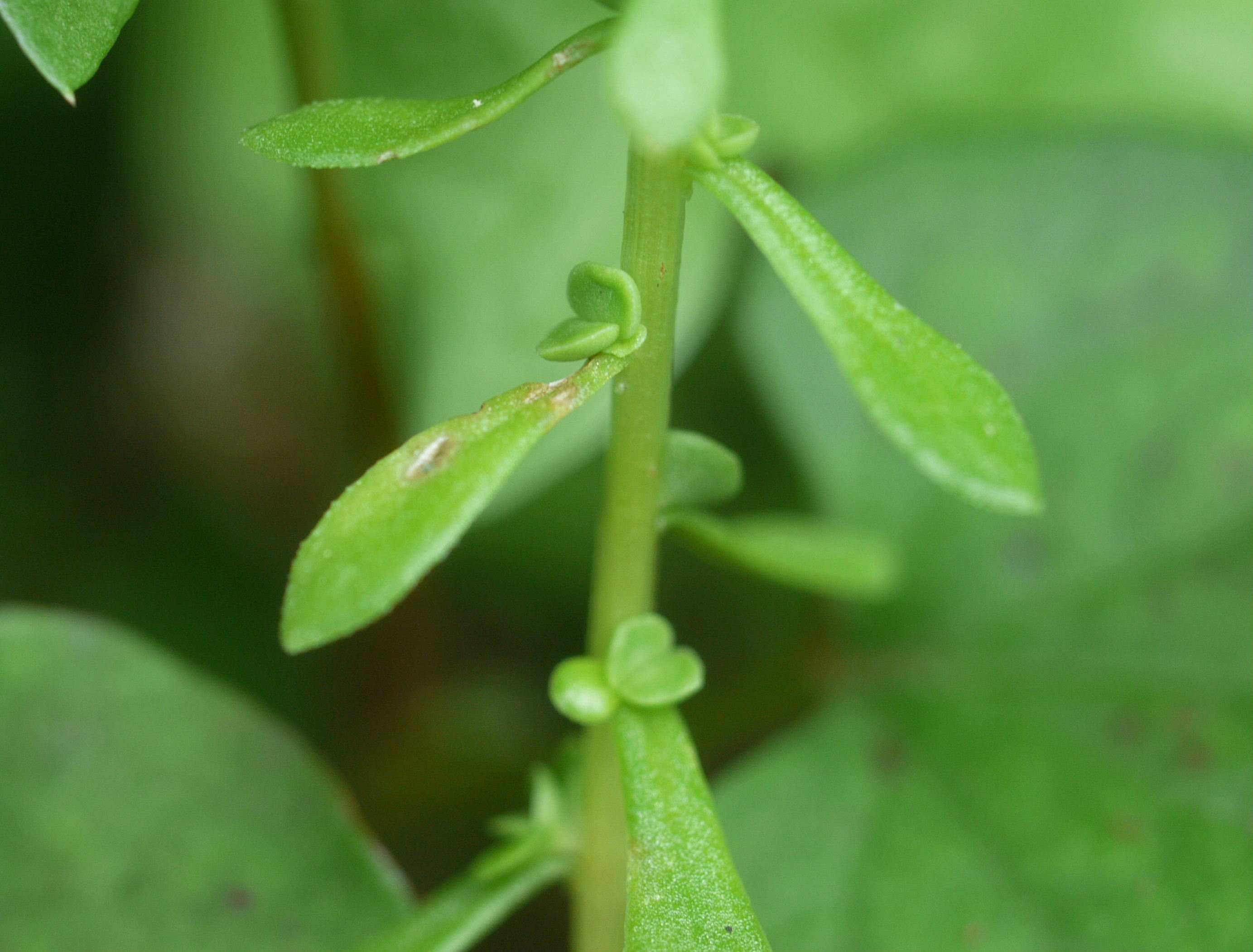